# Дормілон
Дорміло́н (Muscisaxicola) — рід горобцеподібних птахів родини тиранових (Tyrannidae). Представники цього роду мешкають в Південній Америці.

## Опис
Дормілони — це невеликі, стрункі птахи, довжина яких становить от 16,5 до 21,5 см. Плямистодзьобий дормілон дещо дрібніший, його середня довжина становить 13-15 см. Дормілони мають тонкі, темні дзьоби, довгі, загострені крила і довгі лапи. Вони мають переважно сіре або сірувато-коричневе забарвлення верхньої частини тіла і білувате нижньої, над очима у багатьох видів є світлі "брови", світлі смуги між дзьобом і очима або руді плями на тімені. Крила дормілонів зазвичай буруваті або коричнюваті, хвіст чорний, крайні стернові пера часто мають білі края. Білішість дормілонів мешкають в Андах, на високогірних луках пуна і парамо. Деякі види віддають перевагу заростям поблизу води або скелястим схилам. Деякі види, що мешкають на півдні континенту, є мігруючими. Дормілони живляться комахами та іншими безхребетними. Вони шукають здобич на землі, або ловлять в польоті. Гніздо чашоподібне, робиться з гілочок і трави. Дормілони гніздяться в норах або розщелинах серед скель і каміння. Під час сезону розмноження самці виконують демонстраційні польоти.

## Таксономія і систематика
Молекулярно-генетичне дослідження, проведене Телло та іншими в 2009 році дозволило дослідникам краще зрозуміти філогенію родини тиранових. Згідно із запропонованою ними класифікацією, рід Дормілон (Muscisaxicola) належить до родини тиранових (Tyrannidae), підродини Віюдитиних (Fluvicolinae) і триби Монжитових (Xolmiini). До цієї триби систематики відносять також роди Негрито (Lessonia), Смолик (Hymenops), Ада (Knipolegus), Сатрапа (Satrapa), Монжита (Xolmis), Сивоголовий кіптявник (Cnemarchus), Гохо (Agriornis), Пепоаза (Neoxolmis) і Кіптявник (Myiotheretes).
Дослідження мітохондріальної ДНК, результати якого були опубліковані у 2000 році, показали, що малий (M. fluviatilis) і плямостодзьобий дормілони (M. maculirostris) відрізняються від інших дормілонів, тоді як інші види становлять монофілітичну групу, розділену на дві клади: одна з них включає види M. griseus, M. juninensis, M. cinereus, M. albifrons, M. flavinucha, і M. rufivertex, а друга — M. maclovianus, M. albilora, M. alpinus, M. capistratus, і M. frontalis. Представники першої клади мешкають на півночі Анд, а представники другої — на півдні.
Молекулярно-генетичне дослідження, результати якого були опубліковані у 2020 році, показало, що малі дормілони є генетично ближчими до роду Сатрапа (Satrapa), ніж до інших дормілонів. За результатами цього дослідження малих дормілонів було переведено до нового монотипового роду Syrtidicola.

## Види
Виділяють дванадцять видів:
- Дормілон плямистодзьобий (Muscisaxicola maculirostris)
- Дормілон білолобий (Muscisaxicola albifrons)
- Дормілон жовтоголовий (Muscisaxicola flavinucha)
- Дормілон скельний (Muscisaxicola alpinus)
- Дормілон попелястий (Muscisaxicola griseus)
- Дормілон сірий (Muscisaxicola cinereus)
- Дормілон блідий (Muscisaxicola rufivertex)
- Дормілон масковий (Muscisaxicola maclovianus)
- Дормілон білобровий (Muscisaxicola albilora)
- Дормілон рудочеревий (Muscisaxicola capistratus)
- Дормілон рудоголовий (Muscisaxicola juninensis)
- Дормілон чорнолобий (Muscisaxicola frontalis)

## Етимологія
Наукова назва роду Muscisaxicola походить від сполучення наукових назв родів Мухоловка (Muscicapa Brisson, 1760) і Трав'янка (Saxicola Bechstein, 1802).